# Portal Tomb Gwern Einion

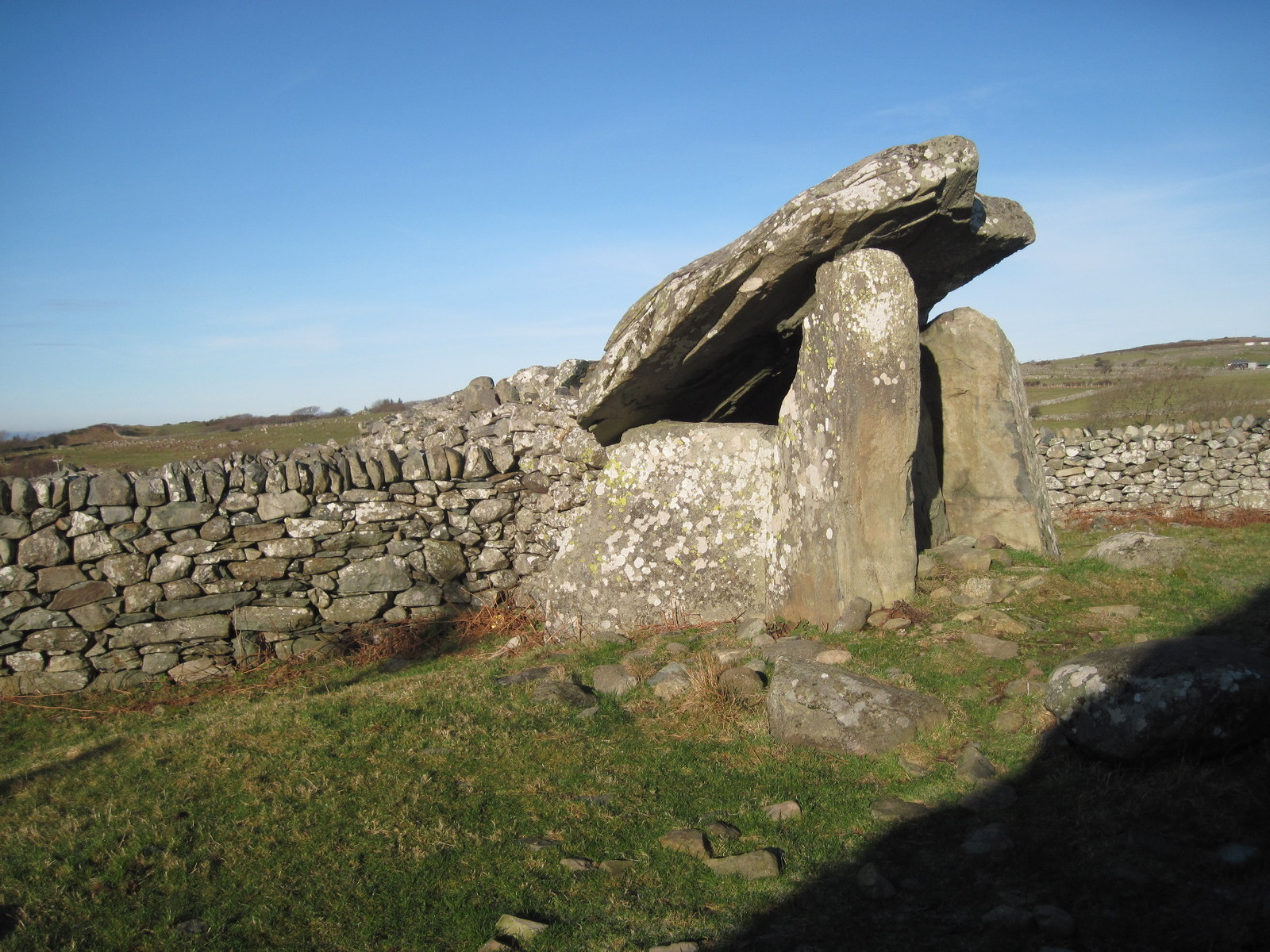
Portal Tomb Gwern Einion

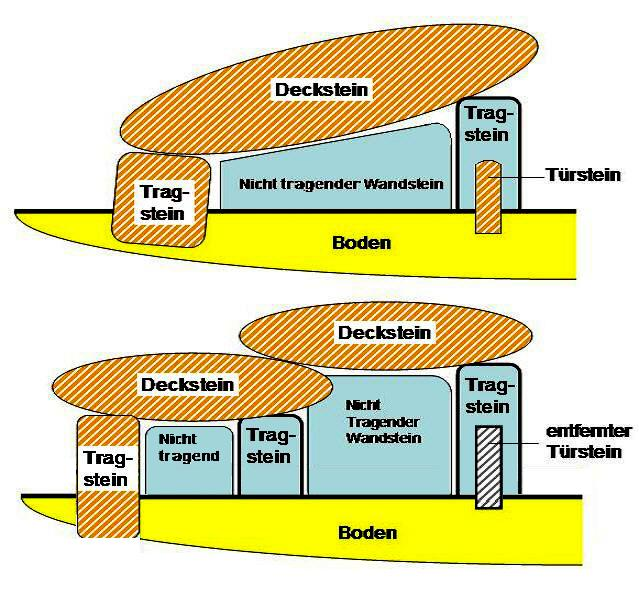
Schema Portal Tombs – Gwern Einion entspricht dem oberen Bild

Das Portal Tomb Gwern Einion liegt neben einem verlassenen Bauernhaus, unweit des Flusses Artro, südöstlich der Schieferkavernen von Llanfair, bei Harlech in Gwynedd in Wales. Als Portal Tombs werden auf den Britischen Inseln und in Irland Megalithanlagen bezeichnet, bei denen zwei gleich hohe, aufrecht stehende Steine mit einem Türstein dazwischen, die Vorderseite einer Kammer bilden, die mit einem gewaltigen Deckstein bedeckt ist.
Das nicht ausgegrabene Gwern Einion ist ein typisch walisisches Portal Tomb. Die in eine Mauer integrierte Anlage, deren Kammer lange als Schuppen genutzt wurde, bestand aus fünf Steinen. Die Mauer wurde kürzlich von Archäologen abgeräumt, so dass das Denkmal wieder nahezu ursprünglich ist. Der Cairn wurde vor Zeiten völlig abgetragen um die nahe Trockenmauer zu bauen. Der sich nicht in seiner ursprünglichen Lage befindliche Deckstein ruht auf zwei 1,8 m (ungewöhnlich) hohen Portalsteinen und fällt zum 0,9 m hohen Endstein hin steil ab. Nur der Seitenstein im Süden befindet sich in situ. Es gibt viele kleine Aufschlüsse im Nahbereich, aber das Gebiet wurde durch Flurbereinigung verändert.
Es gibt andere neolithische Megalithanlagen in diesem Bereich, darunter Bron y Foel Isaf, Cors y Gedol und Dyffryn Ardudwy und Meini Hirion.